# Zmejowski prochod
Zmejowski prochod (bułg. Змейовски проход) – przełęcz w środkowej części Syrnenej Srednej gory. Droga na przełęcz prowadzi doliną Bedeczki i ma około 10 km długości. Przełęcz jest położona na wysokości 465 m n.p.m., co czyni ją łatwo dostępną. Zmejowski prochod łączy Kotlinę Kazanłycką ze Starozagorskim poljem.
Do 1941 nazywała się Derwencki prochod, potem do 1946 Starozagorski prochod, kiedy została przemianowana od wsi Zmejowo na Zmejowski prochod.

## Źródła
- „Голяма енциклопедия България”, БАН, t. 5 (ГЪР-ЗМИ), wydawnictwo ИК „Труд”, Sofia, 2012, ISBN 978-954-8104-27-2 / ISBN 978-954-398-140-3, s. 2061.